# Kajioka Sadamichi

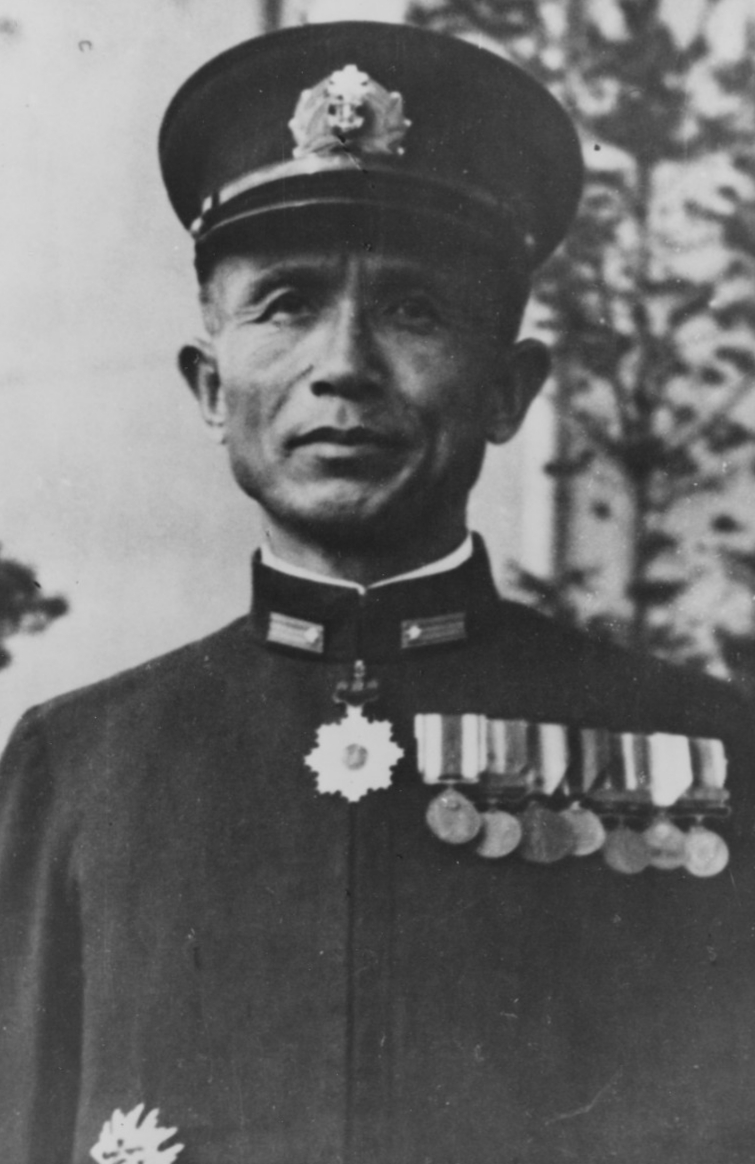
Kajioka Sadamichi, 1944

Kajioka Sadamichi (jap. 梶岡 定道; * 18. Mai 1891 in Sendai; † 12. September 1944) war ein japanischer Vizeadmiral (Kaigun-chūjō).

## Leben
Kajioka schloss 1911 die Marineoffiziersakademie ab und diente danach als Seekadett auf den Kreuzern Aso und Tokiwa. Nach seiner Beförderung zum Fähnrich zur See diente er auf dem Kreuzer Akitsushima. Spezialisiert auf Navigation diente er als Leutnant zur See als Chefnavigator auf den Kreuzern Chikuma und Kasuga.
1924 wurde Kajioka zum Kaigun-shōsa (Lieutenant Commander) befördert und diente auf den Kreuzern Asama und Nachi sowie dem Schlachtschiff Mutsu wiederum als Chefnavigator.
Im Dezember 1935 erfolgte die Beförderung zum Kaigun-daisa (Kapitän zur See), die mit seinem ersten Kommando, dem leichten Kreuzer Nagara, verbunden war. Weitere Kommandos auf den Kreuzern Kasuga und Kiso folgten.
Im November 1940 zum Kaigun-shōshō (Konteradmiral) befördert übernahm er die 6. Zerstörer-Flottille (4. Flotte), wobei sein Flaggschiff der Leichte Kreuzer Yūbari war. Im November erhielt er von seinem Flottenchef, Admiral Inoue, den Befehl, den US-amerikanischen Stützpunkt auf Wake anzugreifen. Nachdem Wake von Marinefliegern bombardiert worden war, wurde Kajikoka die Zerstörung aller US-Flugzeuge und Küstenbatterien berichtet. Kajikokas erster Angriffsversuch auf Wake am 11. Dezember 1941 scheiterte jedoch kläglich, da die amerikanischen Küstengeschütze, die immer noch funktionsfähig waren, die zwei japanischen Zerstörer Hayate und Kisaragi versenkten und mehrere andere Schiffe schwer beschädigen konnten. Kajioka musste daraufhin den Rückzug antreten.
Ungewöhnlich für das japanische Marineministerium wurde Kajioka nicht abgelöst, sondern mit Truppen- und Schiffs-Verstärkungen für einen erneuten Angriff auf Wake ausgestattet. Am 23. Dezember erfolgte die zweite und erfolgreiche Landung sowie Eroberung Wakes. Es gilt als wahrscheinlich, dass die überlebenden Verteidiger auf Konteradmirals Kajiokas Intervention nicht hingerichtet wurden.
Im März 1942 kommandierte Kajioka die Invasions-Streitmacht für Lae auf Neuguinea. Auch diese Aktion führte fast zum Desaster, als Kajiokas Einheiten von amerikanischen Fliegern auf See überrascht wurden. Der Großteil der Landungstruppen war jedoch schon an Land gegangen und konnte die Invasion erfolgreich abschließen.
Konteradmiral Kajioka nahm als Begleitschutz für Transportschiffe an der Operation MO zur Eroberung Port Moresbys teil, als während der Schlacht in der Korallensee die Lufthoheit an die Alliierten verlorenging und sein Verband wieder umkehren musste.
Im Oktober 1943 wurde er zum Rücktritt aufgefordert, doch im Januar 1944 bereits reaktiviert und im Geleitschutz eingesetzt.
Im April 1944 war Kajioka zum Schutz des Take-Ichi-Konvois abkommandiert, der Teile zweier Heeres-Divisionen von Schanghai nach Neuguinea transportieren sollte. Durch die Entschlüsselung des japanischen Marine-Codes konnten amerikanische U-Boote den Konvoi ausfindig machen und vier Transportschiffe versenken, wobei über 4200 Soldaten ertranken und große Mengen Material verlorengingen.
Am 12. September 1944 wurde sein Flaggschiff, der Zerstörer Shikinami, auf der Fahrt von Singapur nach Japan durch das amerikanische U-Boot USS Growler torpediert und versenkt. Kajioka kam bei der Versenkung ums Leben und wurde postum zum Kaigun-chūjō (Vizeadmiral) befördert.